# Полигамия
Полигамията (от гръцки πολύς – „многочислен“ и γάμος – „брак“) буквално означава „многобрачие“ или наличието на повече от един брачен партньор. Противоположно е на моногамията. Най-релевантният вид полигамия е полигинията (харем – мъжът има две или повече жени). Съществува и полиандрия, при която жената има повече от един мъж. В социологията и зоологията полигамията се използва като по-широк термин, обозначаваща всякакъв вид чифтосване с различни индивиди. От религиозна гледна точка, Библията показва над 36 мъже, които имат повече от една жена. В културите, практикуващи полигамия, тя е свързвана с класата и социално-икономическия статут сред населението.